# Dumont (São Paulo)
Pour les articles homonymes, voir Dumont.
Dumont est une municipalité brésilienne de l'État de São Paulo et la Microrégion de Ribeirão Preto.